# Fantasiestücke, Op. 111 (Schumann)

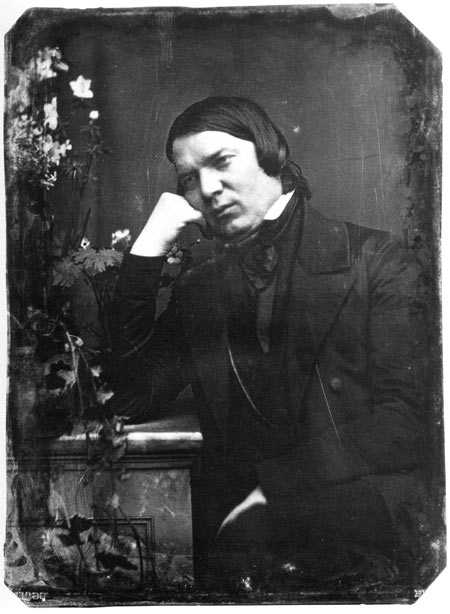
Robert Schumann en 1850.

Drei Fantasiestücke o Phantasiestücke (Tres piezas de fantasía), Op. 111 es un conjunto de piezas para piano compuestas por Robert Schumann en 1851.

## Historia
La composición se desarrolló en 1851, pocos meses después de su nombramiento como Generalmusikdirektor de la Orquesta de Düsseldorf. Conforme al crítico musical Harold C. Schonberg su experiencia como director empezó bien pero no fue duradera, ya que Robert no se sentía muy cómodo dirigiendo una orquesta. En septiembre, Clara Schumann escribió en su diario:

«Robert ha compuesto tres piezas para piano de carácter grave y apasionado que me gustan mucho.»

En estas tres piezas, Schumann recupera el "tono apasionado característico de las Fantasiestücke, Op. 12, compuestas catorce años antes, en 1837. Revelan "el ardor, la impetuosidad y la juventud interior del compositor, seguidos de una atmósfera contemplativa y apacible". Se dice que las escribió como homenaje a la Opus 111 de Beethoven, la Sonata para piano n.º 32, debido a su predilección por esta obra.

### Título
El título está inspirado en la colección de cartas y escritos sobre música publicada en 1814-1815, Fantasiestücke in Callots Manier del escritor E. T. A. Hoffmann, uno de los autores favoritos de Schumann. El compositor apreciaba mucho el sentido de la fantasía del historietista del siglo XVII.
Esta es una de las cuatro obras compuestas por Robert Schumann que lleva el título de Fantasiestücke (Piezas de fantasía), que son:
- Fantasiestücke, Op. 12 (1837), ocho piezas para piano solo, también basadas en las Fantasiestücke in Callots Manier de E. T. A. Hoffmann.[7]
- Fantasiestücke, Op. 73 (1849), tres piezas para clarinete y piano (ad.lib violín o violonchelo).[8]
- Fantasiestücke, Op. 88 (1842), para piano, violín y violonchelo en cuatro movimientos.[9]
- Fantasiestücke, Op. 111 (1851), tres piezas para piano solo.[10]

## Esctructura y análisis
La obra consta de tres movimientos:
- I. Sehr rasch, mit leidenschaftlichem Vortrag, en do menor 4
4
- II. Ziemlich langsam, en la bemol mayor 3
4
- III. Kräftig und sehr markiert, en do menor 4
4

Los dos pianistas James Friskin e Irwin Freundlich presentan así las Tres piezas de fantasía, Op. 111: "Estas piezas cortas fueron concebidas para ser tocadas en secuencia; pero esto no parece absolutamente esencial."

### I.Sehr rasch, mit leidenschaftlichem Vortrag
La primera pieza lleva la indicación Sehr rasch, mit leidenschaftlichem Vortrag que significa "Muy animado, con expresión apasionada", y está escrita en la tonalidad en do menor y en compás de 4/4. El título que figura en la partitura resume la naturaleza tormentosa de esta pieza. Está llena de tensión en su precipitada carrera y la música suspira y se lamenta, pero en ningún momento se percibe la más mínima insinuación de piedad o tristeza, tan sólo de inquietud y frialdad. La composición está dotada de una gran pasión y muestra gran parte de la antigua fuerza e inspiración de Schumann; técnicamente es bastante exigente.

### II.Ziemlich langsam
La segunda pieza lleva por título Ziemlich langsam que es "Bastante lento", y está escrita en la bemol mayor. Comienza con serenidad, pero también con un estado emocional algo desconectado y una sensación de vacilación en su flujo musical. El tema principal es tierno y dulce, pero tiene un cierto aire forzado en su suavidad. La tensión aumenta en la sección central, pero cuando vuelve el tema principal, la música comienza a desvanecerse gradualmente bajo una calma gélida. Se trata de un movimiento líricamente bello y técnicamente sencillo.

### III.Kräftig und sehr markiert
La tercera y última de estas piezas de fantasía lleva la indicación Kräftig und sehr markiert que quiere decir "Con fuerza y bastante marcado" y está escrita en do menor. Se inicia con una enérgica melodía de marcha, un tema grandioso y triunfante. En una sección media contrastante pasa a una melodía alternativa juguetona de carácter tenue. El tema de apertura regresa y parece traer el final, pero el material alternativo resucita la música con ingenio, una coda presentando graciosos arabescos cierra la pieza.

## Discografía selecta
- 1991 – Claudio Arrau Edition Schumann (7CD). Claudio Arrau (Philips Classics 432308-2) Op. 111 en CD6 pista 2.
- 1992 – Schumann: Davidsbündlertänze; Waldszenen; Fantasiestücke. Andreas Haefliger (Sony Classical SK 48 036).
- 1988 – Piano music of Robert Schumann. Antonín Kubálek (Dorian DOR-90116).
- 2012 – Schumann: The Complete Solo Piano Music (13CD). Éric Le Sage (Alpha 813) Op. 111 en CD6 pistas 10-12.
- 2015 – The Unreleased Live Recordings, 1966-1983 (50CD). Vladimir Horowitz (Sony Classical 88843054582) Op. 111 en CD36.
- 2019 – The Art Of Maria Grinberg (34CD). Mariya Grínberg (Scribendum SC814) Op. 111 en CD20.
- 2023 – Schumann (2CD). Kun-Woo Paik (Deutsche Grammophon DG40254).